# Liste der Kulturgüter in Iseltwald
Die Liste der Kulturgüter in Iseltwald enthält alle Objekte in der Gemeinde Iseltwald im Kanton Bern, die gemäss der Haager Konvention zum Schutz von Kulturgut bei bewaffneten Konflikten, dem Bundesgesetz vom 20. Juni 2014 über den Schutz der Kulturgüter bei bewaffneten Konflikten sowie der Verordnung vom 29. Oktober 2014 über den Schutz der Kulturgüter bei bewaffneten Konflikten unter Schutz stehen.
Objekte der Kategorie A sind im Gemeindegebiet nicht ausgewiesen, Objekte der Kategorie B sind vollständig in der Liste enthalten, Objekte der Kategorie C fehlen zurzeit (Stand: 28. Februar 2024). Unter übrige Baudenkmäler sind geschützte Objekte zu finden, die im Bauinventar des Kantons Bern als «schützenswert» verzeichnet sind.

## Kulturgüter
| Foto |                                                  | Objekt                 | Kat. | Typ | Standort                | Beschreibung |
| ---- | ------------------------------------------------ | ---------------------- | ---- | --- | ----------------------- | --- |
| ja   | Datei hochladen · Wikidata zu Seeburg (Q2243478) | Seeburg KGS-Nr.: 00961 | B    | G   | Burg 45 640313 / 173690 | 1907 im Auftrag des Händlers Gottfried Siegrist erbautes schlossähnliche Villa, die seit 1927 für verschiedene schulische Zwecke genutzt wird. Der prachtvolle Putzbau auf gequadertem Sockel besitzt einen würfelförmigen Baukörper unter gekapptem Walmdach. Die Bauform zitiert mit steilem, von Lukarnen und Kaminen gegliedertem Dach die Schlossarchitektur der französischen Renaissance, die Bauornamentik mit Kolossalordnung hauptsächlich den Frühbarock. |

## Übrige Baudenkmäler
Hinweis: Anstelle der KGS-Nummer wird als Objekt-Identifikator (ID) die Grundstücksnummer verwendet.
| ID        | Foto |                                                                          | Objekt                                          | Typ | Standort                           | Beschreibung                                                                                         |
| --------- | ---- | ------------------------------------------------------------------------ | ----------------------------------------------- | --- | ---------------------------------- | --- |
| 63        | BW   | Datei hochladen                                                          | Speicher (1768)                                 | G   | Eyelti 96a 640178 / 173172         | |
| 90        | BW   | Datei hochladen                                                          | Ehemaliges Bauernhaus (letztes Viertel 18. Jh.) | G   | Feld 18a, 18c 640303 / 173446      | |
| 137       | BW   | Datei hochladen                                                          | Ofenhaus (18. Jh.)                              | G   | Oberi Fura 221 639222 / 172413     | |
| 205       | BW   | Datei hochladen                                                          | Ofenhaus (17./18. Jh.)                          | G   | Sengg 152a 639202 / 172695         | |
| 221       | BW   | Datei hochladen                                                          | Ofenhaus (17./18. Jh.)                          | G   | Sengg 164b 639105 / 172650         | |
| 278       | BW   | Datei hochladen                                                          | Ofenhaus (17./18. Jh.)                          | G   | Oberi Fura 204a 639051 / 172388    | |
| 370       | BW   | Datei hochladen                                                          | Wohnhaus (1779)                                 | G   | Mätteli 20 640263 / 173458         | |
| 420       | BW   | Datei hochladen                                                          | Bauernhaus (1737)                               | G   | Marderbach 15, 15d 640377 / 173426 | |
| 524       | BW   | Datei hochladen                                                          | Ofenhaus (1939)                                 | G   | Fura 229 639278 / 172496           | |
| 541       | BW   | Datei hochladen                                                          | Transformatorenhaus (um 1915)                   | G   | Tenn 87b 640076 / 173335           | |
| 591       | BW   | Datei hochladen                                                          | Pavillon (um 1890)                              | G   | Schneckeninsel 154 640800 / 174039 | |
| 594       | BW   | Datei hochladen                                                          | Ehemaliges Hotel Belvédère (1906)               | G   | Müli 98a 640044 / 173182           | |
| 596       | BW   | Datei hochladen                                                          | Wohnhaus (1903)                                 | G   | Schoren 3c 640548 / 173574         | Ab 1914 Sommerhaus des Künstlerpaares Marguerite Frey-Surbek und Victor Surbek                       |
| 596       | BW   | Datei hochladen                                                          | Künstleratelier (1916)                          | G   | Schoren 3d 640533 / 173546         | Schaffensstätte während der Sommermonate des Künstlerpaares Marguerite Frey-Surbek und Victor Surbek |
| 600       | BW   | Datei hochladen                                                          | Ofenhaus (17./18. Jh.)                          | G   | Schwerzgaden 124 639202 / 172695   | |
| 617       | BW   | Datei hochladen                                                          | Gasthof Bären (1908)                            | G   | Matte 29 640184 / 173492           | |
| 769       | ja   | Datei hochladen · Wikidata zu Evangelisch-reformierte Kirche (Q55414988) | Evangelisch-reformierte Kirche (1937–1939)      | G   | Feld 91 640238 / 173296            | |
| 830; 1070 | BW   | Datei hochladen                                                          | Ehemaliges Bauernhaus (letztes Viertel 18. Jh.) | G   | Isch 302, 303 641178 / 173577      | |
| 901       | BW   | Datei hochladen                                                          | Wohnhaus (1895)                                 | G   | Schoren 3 640609 / 173609          | |
| 1027      | BW   | Datei hochladen                                                          | Ofenhaus (17. Jh.)                              | G   | Marderbach 15c 640367 / 173440     | |
| 1119      | BW   | Datei hochladen                                                          | Ofenhaus (18. Jh.)                              | G   | Hohflue 436 643402 / 175382        | |